# Cornelis Engebrechtsz

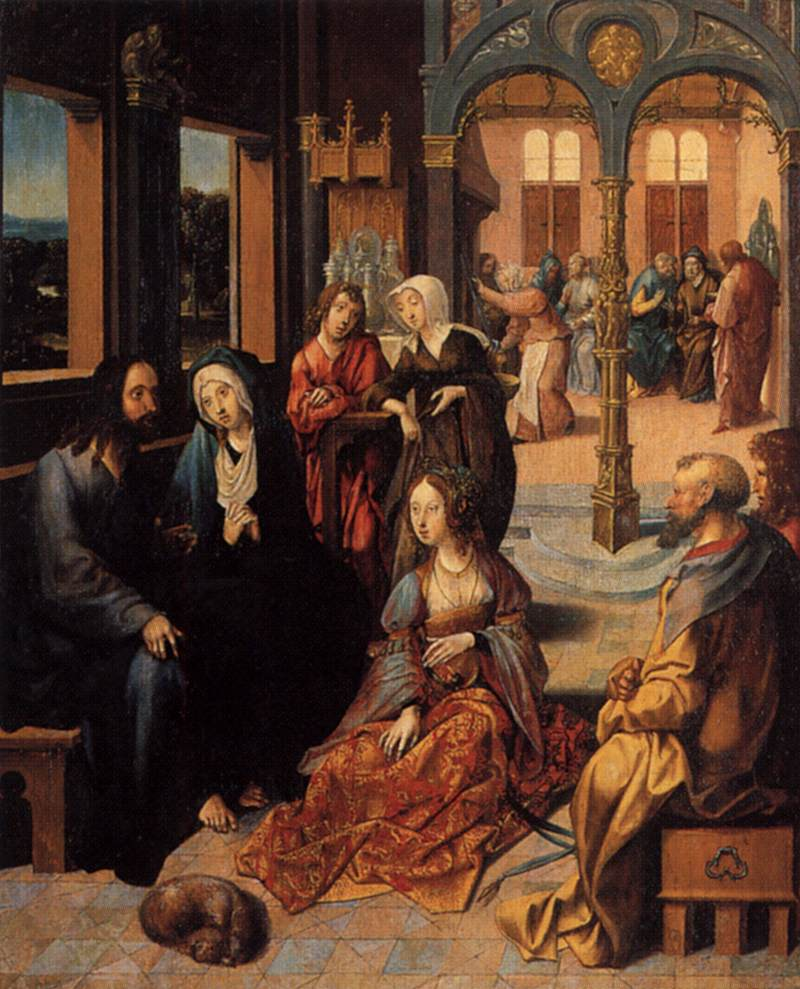
Jézus második látogatása Mária és Márta házában (1620 körül; Museum Boijmans Van Beuningen, Rotterdam)

Cornelis Engebrechtsz. (névváltozat: Engelbrechtsen) (Leiden, 1468 – Leiden, 1533) észak-németalföldi festő. Szülővárosában ő volt az elsők egyike, akik olajjal festettek.

## Életpályája
Származásáról, tanulmányairól nem tudunk semmit. Engebrechtsz. jó rajzkészséggel bírt, s korán beletanult az olajfestésbe. Megmenekült a képrombolástól több szárnyas oltára és olajjal fára festett táblaképe, melyeknek drámaisága kora jelentős művészei közé sorolja.
Az egyik triptichon középső része a megfeszített Krisztust ábrázolja a két latorral, a Szűzanyával, Keresztelő Szent Jánossal és más személyekkel, az egyik szárny Ábrahám áldozatát, a másik szárny a rézkígyó felállítását jeleníti meg. 1510-1520. körül festette, ma a leideni Museum De Lakenhal őrzi. Egy másik oltárkép középső része is a Kálváriát ábrázolja, az egyik szárny a kereszthordozást, a másik Krisztus Urunk mennybemenetelét jeleníti meg. A művész 1520 körül festette, ma a prágai nemzeti galériában őrzik.
Karel van Mander még látta a leideni városházán Engebrechtsz. Háromkirályok című akvarelljét, de az már azóta elveszett. Kiemelkedő táblaképein, éppen úgy, mint oltárképein kitűnik jó kompozícióteremtő-, alakábrázoló képessége és az érzelmek kifejezése. Nyilván Mária és Márta házában ezúttal Jézus második látogatásáról van szó, mert a képen Mária mellett már Márta is figyelmesen hallgatja Jézust, bizony a bibliai történet szerint Jézus igéjét csak Mária hallgatta nagy figyelemmel, Márta továbbra a háztartási teendőkkel foglalkozott, végül meg is fedte ezért az Úr, nyilván egy második látogatás alkalmából már Márta is félretette házi teendőit, s az Úr igéjére jobban figyelmezett, mint ahogyan ez a fenti táblaképen látható.
Meghitt jelenetet festett arra táblára, amely a Madonna, a gyermek Jézus és a Madonna anyját, Szent Annát ábrázolja, szabályos kis családi jelenet. Jézus búcsúja anyjától c. képének hangulata is nagyon meghitt, a kompozíció a manierizmus felé mutat, holott Engebrechtsz nem járt Itáliában, de már az otthoni környezetben is meg tudta haladni a korábbi hagyományokat, tudott újítani, frissíteni.
További igen figyelemreméltó táblaképei vannak, köztük a Kálváriahegy és a Krisztus siratása címűek. A Kálváriahegy talán egy kicsit zsúfolt is, de erősen szerkesztett is, a nagy tömeges jelenetek végig talán a mindenkit megmozgató és megrendítő eseményre hívják fel a figyelmet. Cornelis Engebrechtsz. Szent Cecília és vőlegénye c. portréképét a budapesti Szépművészeti Múzeum őrzi. A történelmi képek mellett kiváló portréfestő is volt Engebrechtsz. Legkiválóbb tanítványa a szintén leideni születésű Lucas van Leyden.

## Galéria

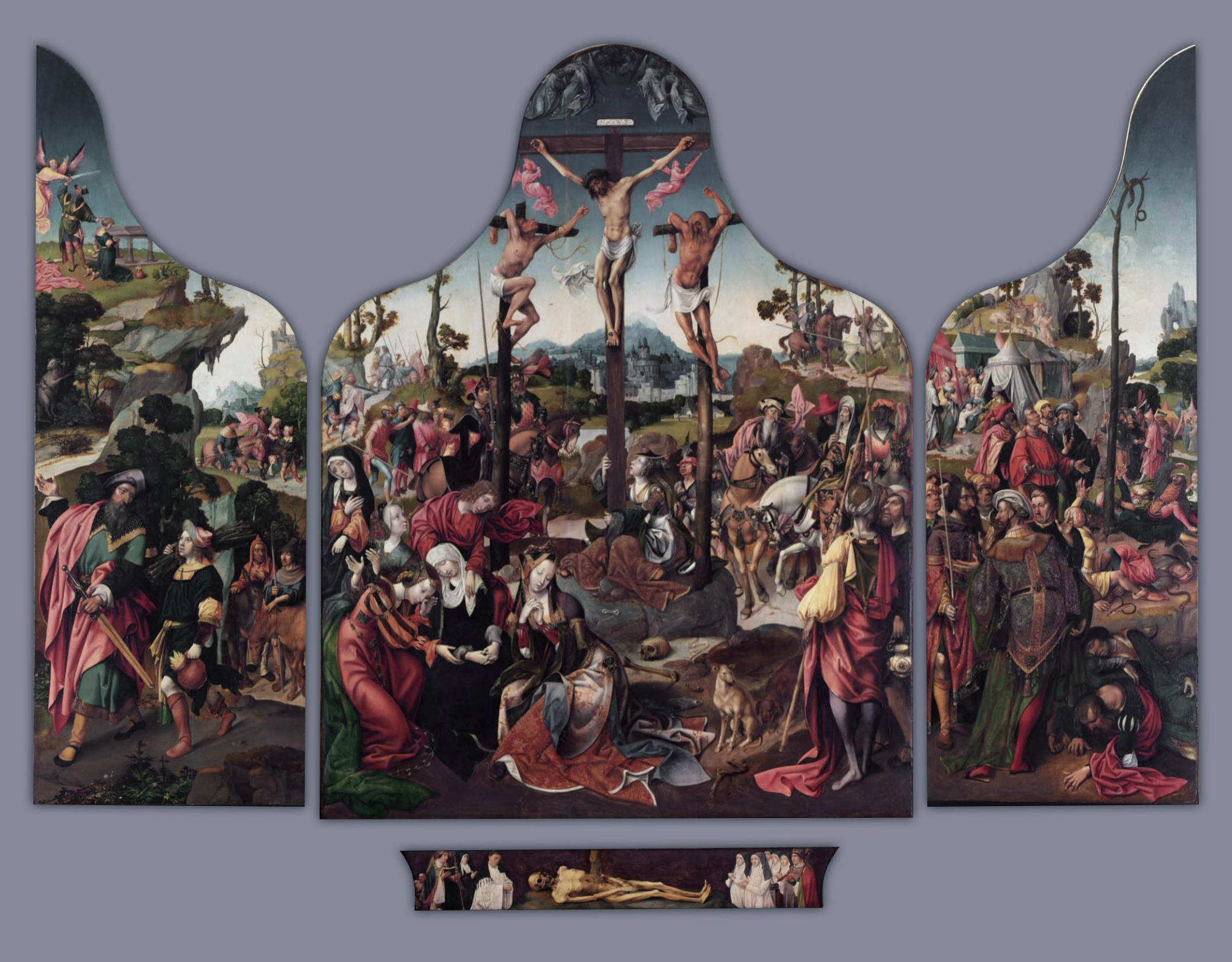
Keresztrefeszítés (1510-1520 körül; Museum De Lakenhal, Leiden)
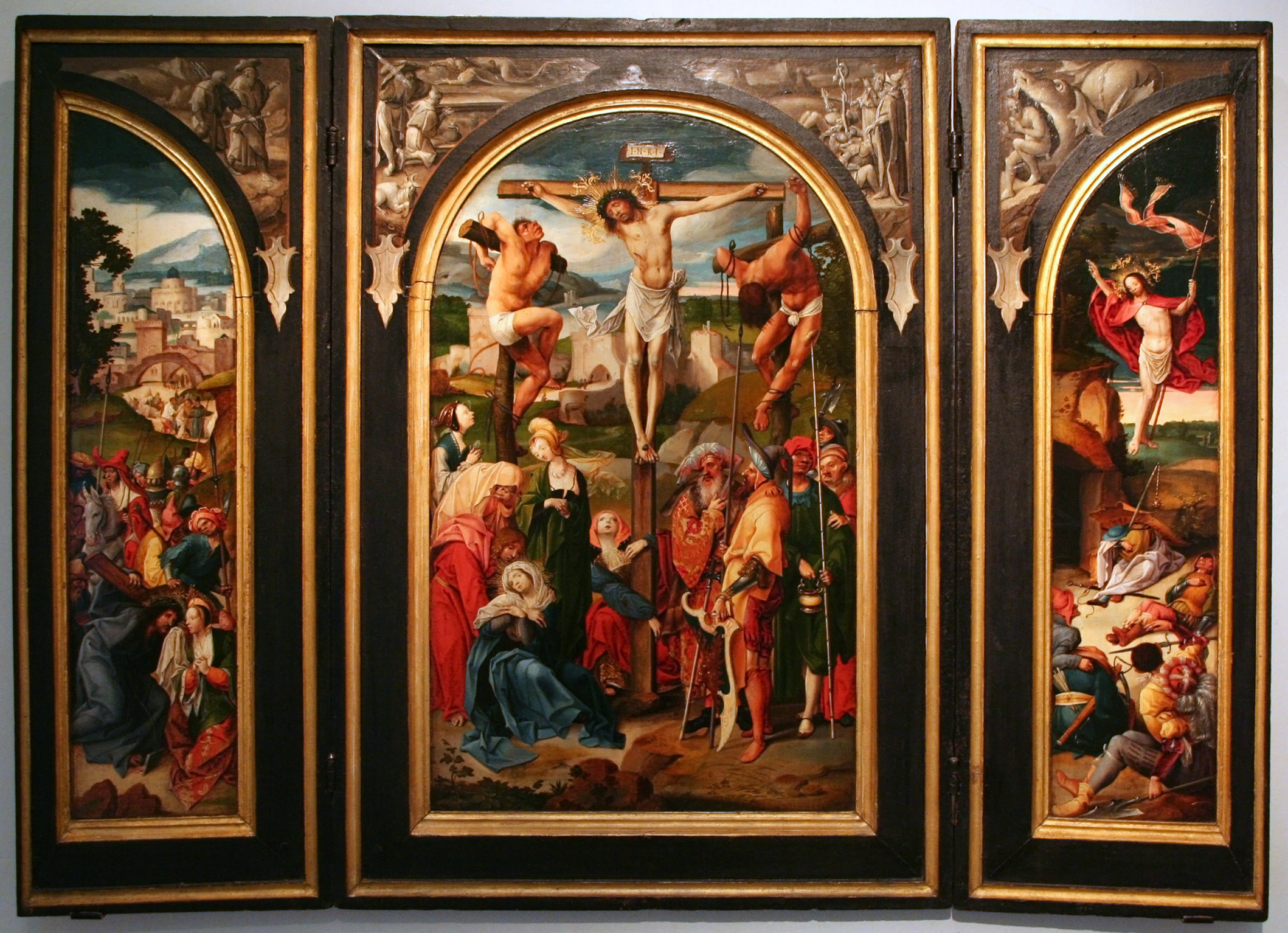
Keresztrefeszítés másik változata más szárnyjelenetekkel (1520 körül; Národní galerie v Praze, Prága)
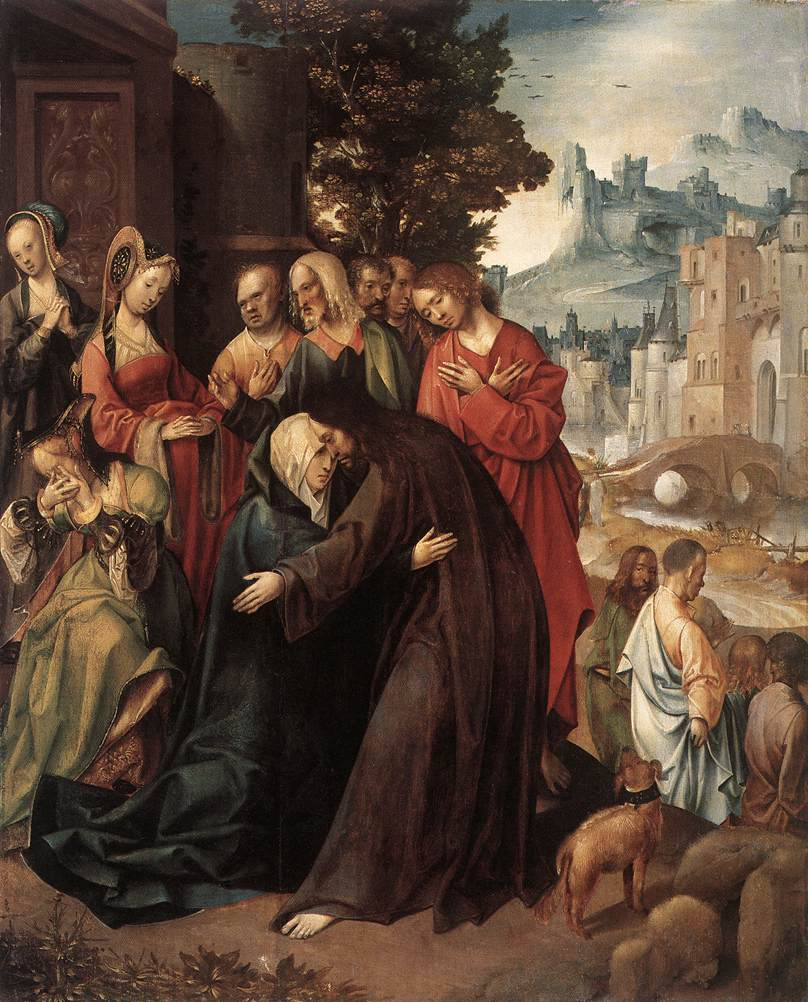
Krisztus búcsúja anyjától (Museum Boijmans Van Beuningen, Rotterdam)
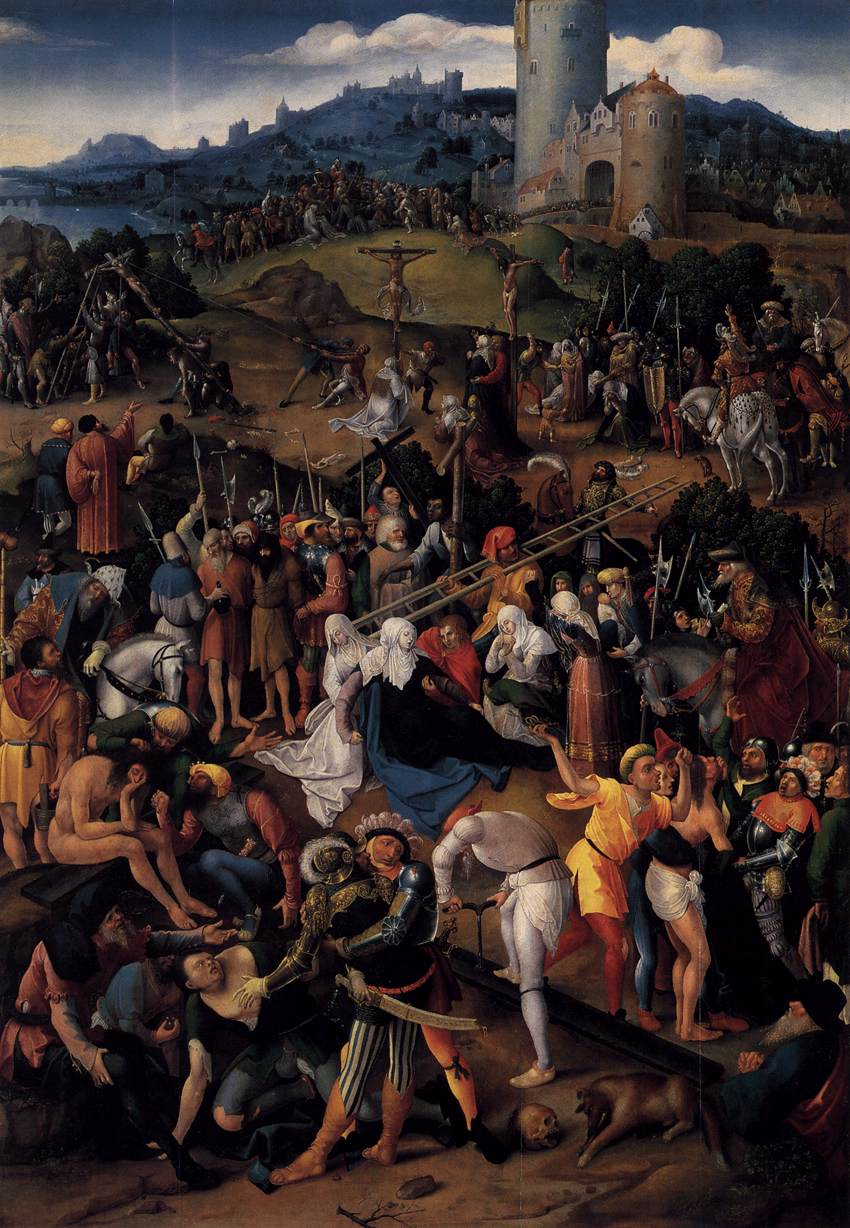
Kálvária-hegy (Museum De Lakenhal, Leiden)
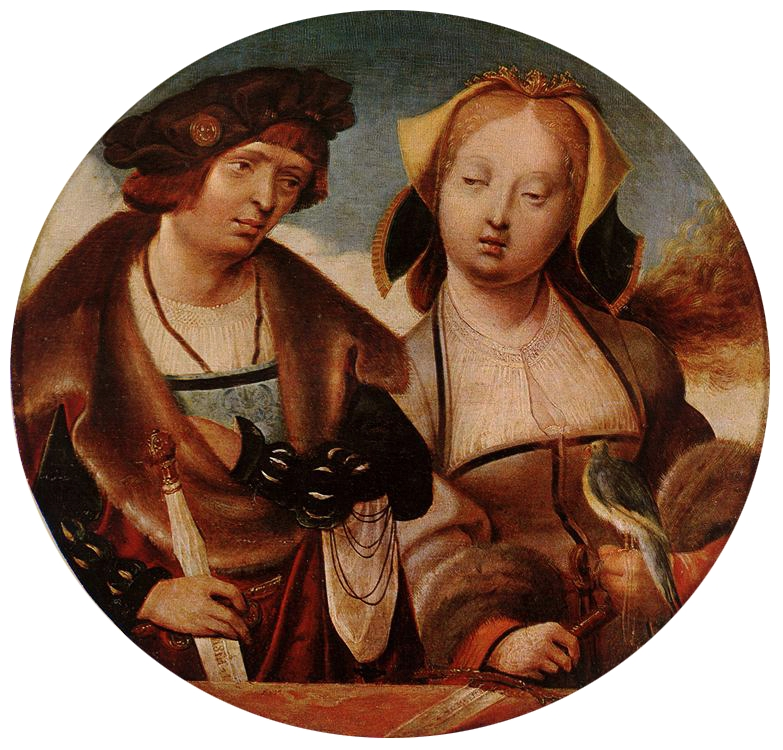
Szent Cecília és az ő vőlegénye (Szépművészeti Múzeum, Budapest)